# Universidad de Cantabria
Universidad de Cantabria är ett universitet i Spanien. Det ligger i provinsen och regionen Kantabrien, i den norra delen av landet, 300 km norr om huvudstaden Madrid.